# Makoše
Makoše falu Horvátországban, Dubrovnik-Neretva megyében. Közigazgatásilag Župa dubrovačka községhez tartozik.

## Fekvése
A Dubrovnik városától légvonalban 7, közúton 11 km-re keletre, községközpontjától légvonalban és közúton 3 km-re északnyugatra, a Gornji Brgatról Srebrenóra menő út mentén, Grbavac és Buići között fekszik. 

## Története
A falu pontos keletkezése nem ismert, de a középkorban már bizonyosan lakott volt. A századok során a térséget többször támadták a hívatlan hadak kifosztva a környező falvakat, azért szükséges volt a határ mentén kellő számú határőrséget fenntartani. Ez biztosította a település állandó lakosságát. Határában egy középkori őrtorony maradványai is megtalálhatók. A lakosság 1806-ban is sokat szenvedett a montenegrói és orosz hadak pusztításától, akik sok házat, épületet, több templomot kifosztottak és leromboltak. Az ostromló hadakat a franciák kényszerítették visszavonulásra. A Raguzai Köztársaság bukása után 1806-ban Dalmáciával együtt ez a térség is a köztársaságot legyőző franciák uralma alá került, de Napóleon bukása után 1815-ben a berlini kongresszus Dalmáciával együtt a Habsburgoknak ítélte. 1857-ben 275, 1910-ben 226 lakosa volt. 1918-ban az új szerb-horvát-szlovén állam, majd később Jugoszlávia része lett. A délszláv háború idején 1991 október 24-én a jugoszláv hadsereg és a szerb szabadcsapatok foglalták el a települést, melyet kifosztottak és felégettek. A lakosság a közeli Dubrovnikba menekült és csak 1992 tavaszán térhetett vissza. A háború után rögtön megindult az újjáépítés. 2011-ben 168 lakosa volt, akik főként mezőgazdasággal foglalkoztak. 

## Népesség
| Lakosság változása | Lakosság változása | Lakosság változása | Lakosság változása | Lakosság változása | Lakosság változása | Lakosság változása | Lakosság változása | Lakosság változása | Lakosság változása | Lakosság változása | Lakosság változása | Lakosság változása | Lakosság változása | Lakosság változása | Lakosság változása |
| ------------------ | ------------------ | ------------------ | ------------------ | ------------------ | ------------------ | ------------------ | ------------------ | ------------------ | ------------------ | ------------------ | ------------------ | ------------------ | ------------------ | ------------------ | ------------------ |
| 1857               | 1869               | 1880               | 1890               | 1900               | 1910               | 1921               | 1931               | 1948               | 1953               | 1961               | 1971               | 1981               | 1991               | 2001               | 2011               |
| 275                | 248                | 241                | 254                | 246                | 226                | 248                | 205                | 187                | 179                | 153                | 140                | 157                | 120                | 159                | 168                |

## Nevezetességei
- Szent Antal kápolna

- Középkori őrtorony